# Леськова, Мария Антоновна
Мария Антоновна Леськова — советский хозяйственный, государственный и политический деятель.

## Биография
Родилась в 1910 году в крестьянской украинской семье в Проскуровском уезде. Член ВКП(б) с 1952 года.
С 1929 года — на хозяйственной, общественной и политической работе. В 1929—1965 гг. — колхозница, председатель колхоза имени Калинина в Межибожском районе, председатель сельского Совета в Ружичнянском районе Хмельницкой области Украинской ССР.
Избиралась депутатом Верховного Совета СССР 3-го, 4-го и 5-го созывов от Хмельницкого городского избирательного округа Хмельницкой области Украинской ССР.